# Arquebisbat de Tours

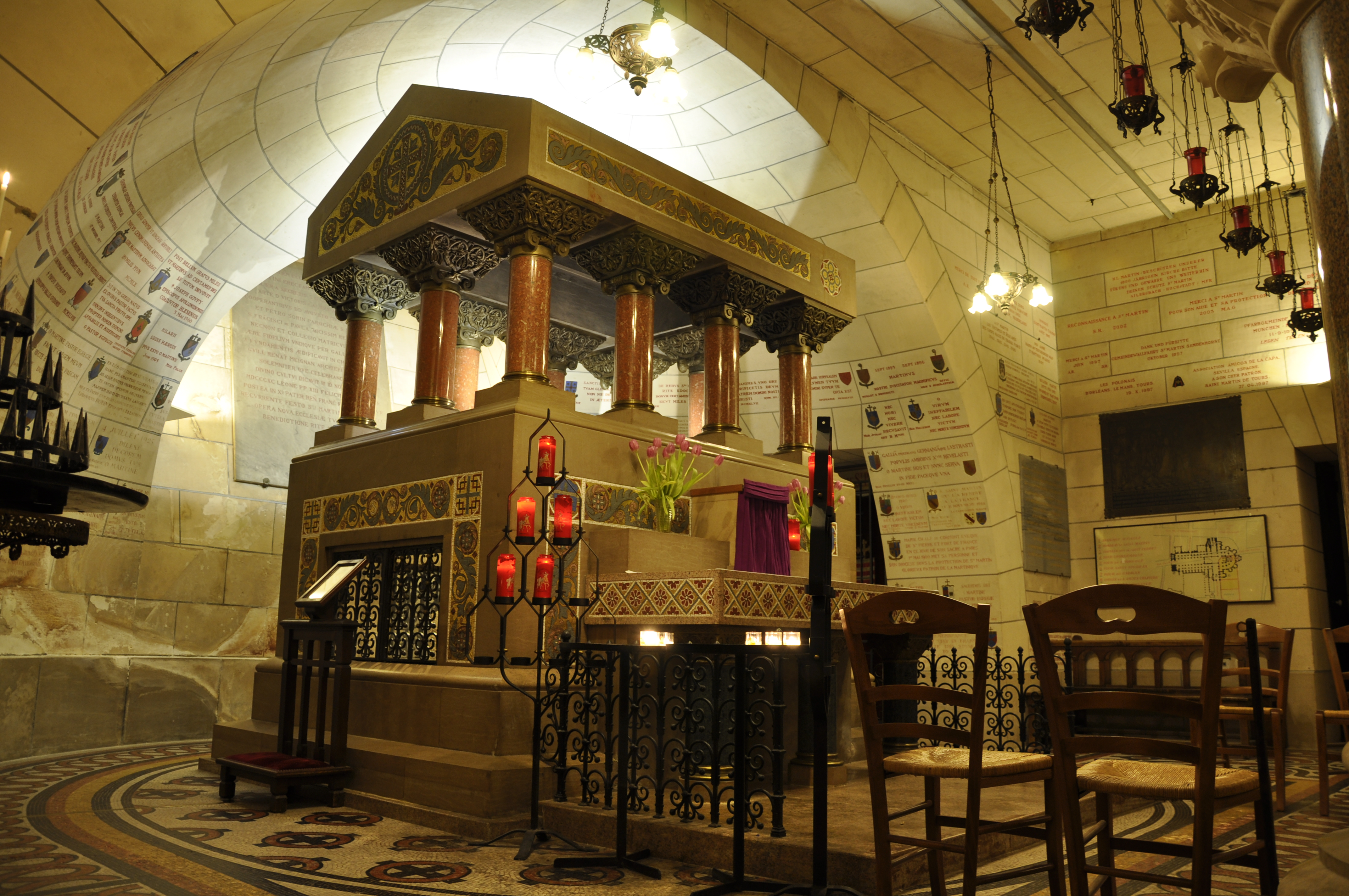
La tomba de sant Martí de Tours, a la basílica homònima, construïda al sobre les runes de l'antiga basílica erigida al.

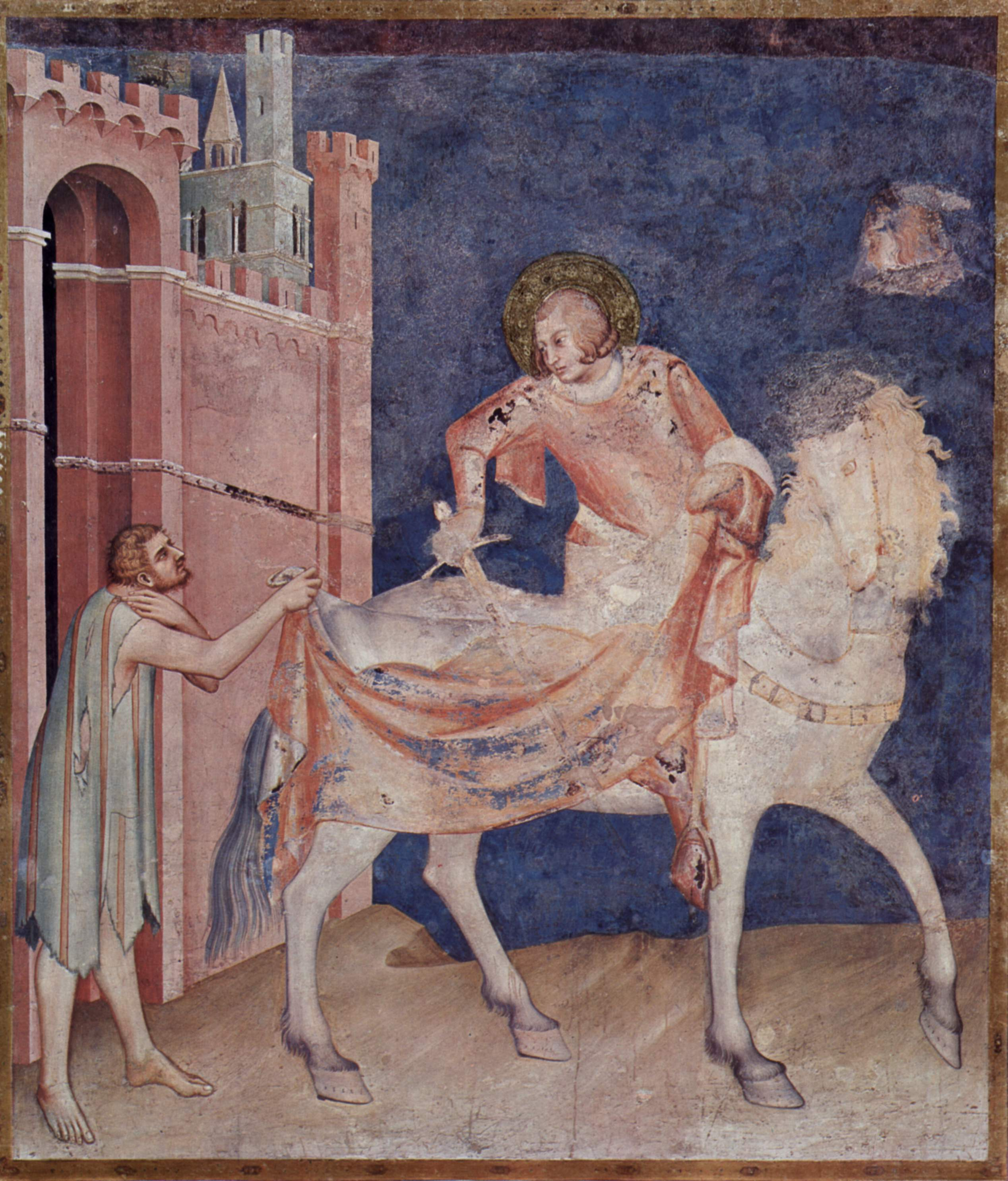
L'episodi del tall del mantell de sant Martí, a un fresc de Simone Martini.

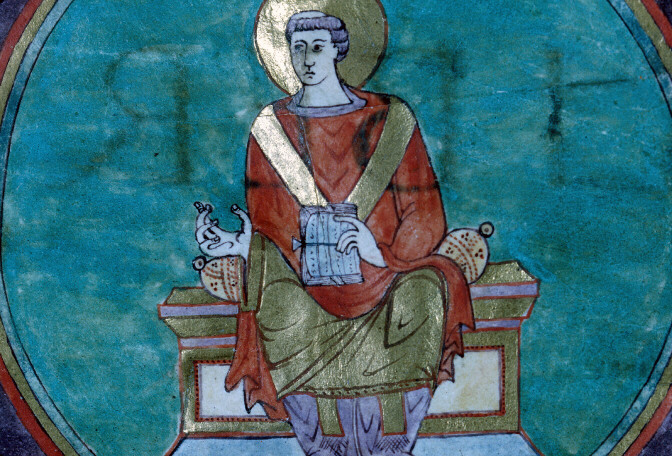
Imatge de sant Gregori de Tours a un sacramentari de Marmoutier a us de l'església d'Autun (meitat del).

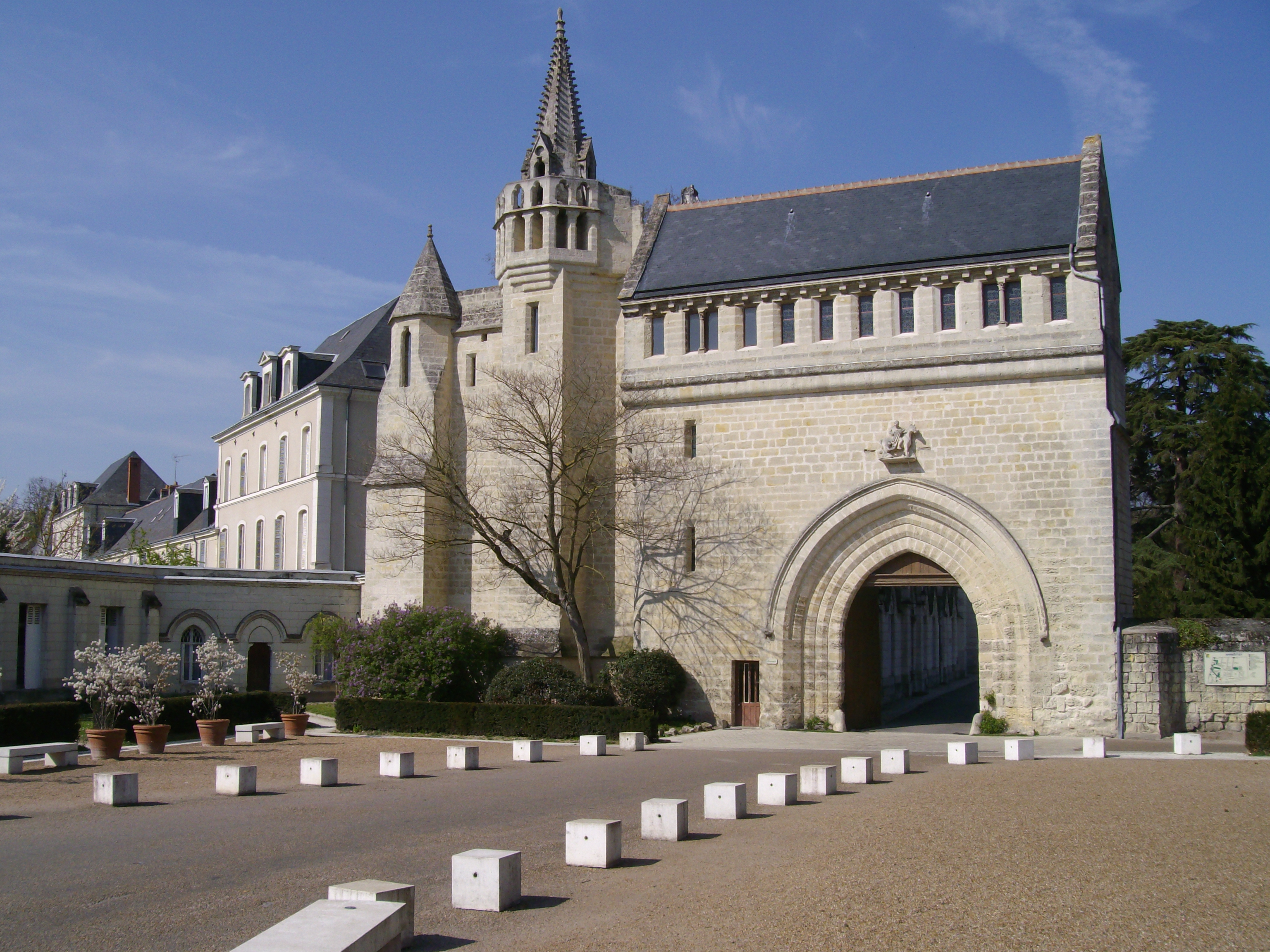
L'ex abadia de Marmoutier, avui seu d'una escola privada.

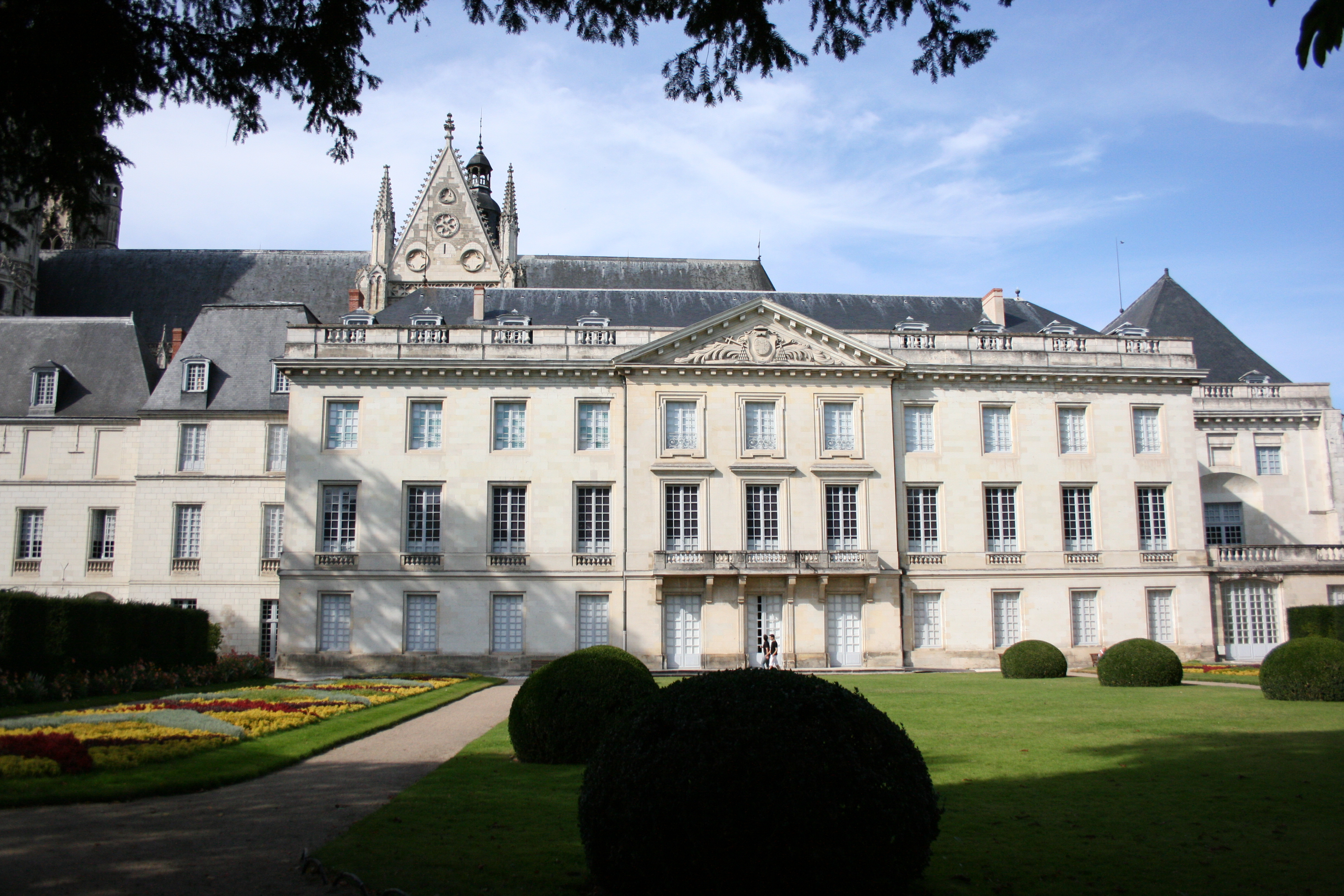
L'antic palau arxiepiscopal de Tours, avui seu del museu de Belles Arts.

L'arquebisbat de Tours (francès: Archdiocèse de Tours, llatí: Archidioecesis Turonensis) és una seu metropolitana de l'Església Catòlica a França. Al 2014 tenia 501.600 batejats sobre una població de 607.000 habitants. Actualment està regida per l'arquebisbe Vincent Jordy

## Territori
L'arxidiòcesi comprèn el departament francès de l'Indre i Loira.
La seu arxiepiscopal és la ciutat de Tours, on es troba la catedral de Sant Gracià.
El territori s'estén sobre 6.158 km², i està dividit en 41 parròquies, agrupades en 7 vicariats: Tours centre, Tours nord, Tours sud, Amboise, Château-la-Vallière, Chinon i Loches.

### Província eclesiàstica
Des del 2002 la província eclesiàstica de Tours comprèn les següents  sufragànies:
- Bisbat de Blois
- Arquebisbat de Bourges
- Bisbat de Chartres
- Bisbat d'Orleans

## Història
La diòcesi de Tours va ser erigida al segle iii. El primer bisbe, documentat per sant Gregori, va ser sant Gracià, que va viure a la segona meitat del segle. El testimoniatge de sant Gregori ens permet reconstruir una sèrie episcopal ininterrompuda des del principi de la fundació de la diòcesi; entre els bisbes recordem alguns sants que van entrar en la tradició universal del catolicisme, com ara sant Martí o el propi Sant Gregori, coneguts en particular per la seva fonamental Historia Francorum.
Caesarodunum, la capital del poble celta dels turons, era una civitas i capital de la província romana de la Gàl·lia Lugdunense tercera, com ho demostra la Notitia Galliarum de principis del segle v. Tant des del punt de vista religiós com civil, Tours va esdevenir la seu metropolitana i la província eclesiàstica, formada per les següents diòcesis sufragànies: Mans, Rennes, Angers, Nantes, Quimper (dioecesis Coriosolitum o Coriosopitum), Vannes i Léon (dioecesis Osismorum).
Segons Louis Duchesne, la província eclesiàstica de Tours ja està testificada amb certesa i funcionament des de mitjans del segle v; en particular, els vuit bisbes de la província es trobaren als concilis d'Angers de 453 i de Vannes del 465. Després de la conquesta bretona de Bretanya i la fundació de Nominoë (segle ix), la província eclesiàstica de turonense es va expandir amb les diòcesis de Dol, de Saint-Brieuc, de Tréguier i d'Aleth (posteriorment Saint-Malo).
Des del segle ix l'autoritat de l'arquebisbe de Tours va entrar en crisi pels intents dels reis bretons per a crear una província eclesiàstica independent de Bretanya amb la promoció de Dol com a arxidiòcesi. El conflicte jurisdiccional va durar fins al final del segle xii, quan, amb la butlla Licet primum de l'1 de juny de 1199, el Papa Innocenci III finalment va establir que només Tours era seu metropolitana i que totes les diòcesis bretones n'eren dependents.
El capítol de Tours és el capítol més antic de França i es remunta a l'episcopat de sant Baudí, a mitjans del segle vi.
Durant l'edat mitjana, la seu de Tours va tenir un gran prestigi i, en una carta dirigida a Carles el Calb, el papa Adrià II la considerà la segona diòcesi francesa més important. Aquest prestigi es va deure sobretot a la presència de la basílica de sant Martí, un centre religiós d'importància primordial, al voltant del qual s'havia construït un monestir benedictí abans de mitjans del segle vi. Alcuí, que va viure entre els segles viii i ix, va establir una escola que va copiar i lliurar antics manuscrits sagrats i profans.
A l'edat mitjana, es van celebrar importants concilis regionals a Tours. El primer dels quals del que es té memòria és el celebrat al novembre de 461, en el qual no només van participar alguns bisbes de la Lugdunensa tercera, sinó també altres bisbes que havien anat a Tours per a la festa de Sant Martí, incloent Lleó de Bourges i Germà de Rouen. Es van celebrar altres 567, el 755 (on es va recomanar fixar l'inici de l'any segons el calendari a Pasqua), el el 813, el 1055 i el 1163. Aviat, les decisions dels concilis de Tours es van fer conegudes a tota França i es van convertir en part dels libri canonum, que eren la base del dret canònic de l'Església.
A mitjans del segle ix, la invasió normanda va marcar una crisi en la vida de l'arxidiòcesi. El cos de Sant Martín va ser traslladat a Auxerre el 853 i es va enviar un exèrcit de 6.000 homes per recuperar-lo el 884. L'abadia de San Martí tenia a partir del 845 abats laics, ja que el títol abacial va ser heretat pels ducs de França, que amb Hug Capet el 987 es van convertir en rei.
En 1096 la peregrinació a la tomba de Sant Martí feta pel papa Urbà II va ser el primer d'una llarga sèrie de peregrinacions papals que van continuar al segle xii: Pasqual II el 1107, Calixt II el 1119, Innocenci II el 1130, i Alexandre III el 1163 van anar a Tours per venerar les relíquies. Va ser en Tours que Alexandre III va excomunicar l'antipapa Víctor IV.
A partir de l'any 1170, amb l'arquebisbe Joscion, es va iniciar la construcció de la catedral gòtica, dedicada a San Gacià el 1356, que es va completar el 1547.
Una altra abadia important de Tours va ser la de Marmoutier, construïda per Sant Martín als afores de la ciutat, a prop de les coves on Sant Gacià ja havia celebrat la missa. L'abadia va ser devastada pels normands, que van matar 120 dels 140 monjos. Posteriorment, l'abadia va resorgir, fins al punt que en el segle xi tenia 101 sucursals, de les quals 10 es trobaven a Anglaterra.
En 1562 l'abadia de Marmoutier va ser saquejada pels hugonots, que en el mateix any també van cremar les relíquies de Sant Martí conservades a la basílica del mateix nom. Es conserven només una part del crani i un braç.
Durant la revolució l'abadia de Sant Martí va ser gairebé totalment destruïda, però va ser reconstruïda en el segle xix, impulsada per l'arquebisbe cardenal Guillaume-René Meignan.
Seguint el concordat amb el butlla Qui Christi Domini del papa Pius VII del 29 de novembre de 1801, la metròpoli de Tours es va reduir a causa de la supressió de les diòcesis de Dol, Saint-Pol-de-Leon, Saint-Malo i Tréguier. El 1855, la nova diòcesi de Laval es va convertir en sufragània de Tours. Una altra disminució de la província eclesiàstica de Tours es va produir el 1859, quan Rennes es va erigir com a seu metropolità, restant a Tours les diòcesis bretones de Vannes, Quimper i Saint-Brieuc.
Després de la reorganització de les circumscripcions eclesiàstiques franceses feta el 8 de desembre de 2002, la metropolia turonese va ser canviada per complet, assignant-se a la província eclesiàstica seus diocesanes que mai, en la història de Tours, havien estat el seus sufragànies.

## Cronologia episcopal
L'arxidiòcesi de Tours conserva el catàleg episcopal més antic del cristianisme després del Liber pontificalis de l'església de Roma, i és el compilat per sant Gregori en l'últim capítol de la seva Historia Francorum (escrita l'any 594). Hi ha diversos catàlegs episcopals que segueixen el de Gregori i que solen distingir-se en dues sèries: aquelles que mostren els anys (i de vegades els mesos i dies) de l'episcopat (i de vegades els anys i / o mesos de seu vacant); i els que informen la llista episcopal simple sense dades cronològiques. En alguns casos, els catàlegs amb xifres mostren anacronismes evidents, a causa d'errors en la còpia d'alguns amanuenses medievals.
- Sant Gacià de Tours † (vers 250 - 20 de desembre de 301 ? mort)
  - Sede vacante (301-338)
- San Lidori † (337/338 - 13 de setembre de 371 mort)
- San Martí † (371/372 - 397 mort)[6]
- San Brizio † (397 - 430 destituito)[7]
- Giustiniano †
- Armenzio †
- San Brizio † (? - 444 mort) (per segona vegada)
- Sant'Eustochio † (444 - 461 mort)[8]
- San Perpetuo † (abans de novembre de 461 - 1 de gener de 491 mort)
- San Volusià † (491 - vers 498/499 mort)
- Vero † (vers 498/499 - vers 507/508 mort)[9]
- Licinio † (vers 507/508 - després del 511)[10]
- Teodoro e Procolo †[11]
- Dinifio †[12]
- Ommazio †[13]
- Leone †[14]
- Francilio †[15]
- Ingiurioso † (vers 529 - vers 546)
- San Baldo o Baudino † (vers 546 - vers 552)[16]
- Gontario † (vers 552 - vers 555)[17]
  - Sede vacante[18]
- Sant'Eufronio † (556 - 573 mort)[19]
- San Gregori de Tours † (573 - 17 de novembre de 595[20] mort)
- Pelagio I † (abans de juliol de 596 - 602 mort)
- Leopacario † (602 - vers d'octubre de 614 mort)[21]
- Aigirico † (614[22] - 617 mort)
- Gualato (o Valato o Gualdo) † (618 - 619)
- Sigelaico † (vers 620 - vers 622 mort)
- Leobaldo † (vers 622 - 625)
- Modegisilo † (625 - 638)
- Latino † (638 - 650)
- Caregisilo † (650 - 652)
- Rigoberto † (652 - 654)
- Papoleno † (654 - 660)
- Chrotberto † (660 - 695)
- Pelagio II † (695 - 700)
- Evarzio † (700 - 709)
- Ibbone † (709 - 724)
- Gontrano II † (724 - 732)
- Didone † (732 - 733)
- Rimberto † (733 - 752)
- Auberto † (752 - 754)
- Ostaldo † (754 - 760)
- Gaviano † (760 - 765)
- Eusebio † (765 - 771)
- Erlingo † (771 - 792)
- Giuseppe I † (792 - 815 mort)
- Landranno I † (abans de juny de 816 - després de febrer de 835 mort)[23]
- Ursmaro † (abans de d'abril de 837 - juny de 846 mort)
- Landranno II † (abans del 4 de juliol de 846 - després de novembre de 849 mort)
- Amalrico † (vers 850[24] - després d'agost de 855 mort)
- Erardo † (21 de març de 856 - 30 de juny de 871 mort)
- Actardo † (871 – finals del 874 mort)
- Adalardo † (27 de març de 875 - 19 de maig de 891 mort)
- Erberno † (vers juliol de 891 - 16 de novembre de 918 mort)
- Roberto † (916 - 931 mort)
- Teotolone † (desembre de 931 o gener de 932 - 28 d'abril de 945 mort)
- Giuseppe II † (març o d'abril de 946 - 19 de juny de 957 mort)
- Frotario † (abans de gener de 958 - vers 960)
- Arduino † (vers 961 - 1 de maig de 980 mort)
  - Sede vacante (980-983)
- Archambault de Sully † (984 - 17 de novembre de 1003 mort)
- Hugues de Chateaudun † (vers 1004/1005 - 12 de maig de 1023 mort)
- Arnold † (26 de novembre de 1023 - 20 de setembre de 1052 mort)
- Barthelemy de Faye † (1052[25] - 9 o 12 d'abril de 1068 mort)
  - Sede vacante (1068-1072)
- Raoul I † (1072 - 1086)
- Raoul II † (abans del 16 de setembre de 1087 - 1118 mort)
- Gilbert de Maillé † (1118 - 1125 mort)
- Hildebert de Lavardin † (1125 - 13 de juny de 1133 mort)
- Hugues d'Etampes † (abans de l'1 de juliol de 1133 - 1147 mort)
- Engebault de Preuilly † (1147 - 11 de setembre de 1156 mort)
- Joscion † (abans del 10 de juliol de 1157 - 1173 o 1174 mort)
- Barthelemy de Vendôme † (1174 - 15 d'octubre de 1206 mort)
- Géoffroy de la Lande † (1206 - 29 d'abril de 1208 mort)
- Jean de la Faye † (4 d'octubre de 1208 - 23 d'abril de 1228 mort)
- Juhel de Manthefelon † (1229 - 20 de març de 1245 nomenat arquebisbe de Reims)
- Géoffroy Marcel † (13 de maig de 1245 - 10 de juliol de 1251 mort)
- Pierre de Lamballe † (8 d'abril de 1252 - 24 d'octubre de 1256 mort)
- Vincent de Pirmil † (1257 - 19 de setembre de 1270 mort)
- Jean de Montsoreau † (16 de gener de 1271 - 26 de gener de o 6 de febrer de 1285 mort)
- Olivier de Craon † (24 de maig de 1285 - 24 d'agost de 1285 mort)
- Bouchard Dain † (24 d'abril de 1286 - 19 d'octubre de 1290 mort)
- Philippe de Candé † (3 de gener de 1291 - 15 de febrer de 1291 mort)
- Renaud de Montbazon † (21 de novembre de 1291 - 23 d'agost de 1312 mort)
- Géoffroy de la Haye † (20 de febrer de 1313 - 6 d'abril de 1323 mort)
- Etienne de Bourgueil † (16 d'agost de 1323 - 7 de març de 1335 mort)
- Pierre Frétaud † (14 de juliol de 1335 - 21 de maig de 1357 mort)
- Philippe Blanche † (3 de juliol de 1357 - 1363 mort)
- Simon de Renoul, O.S.B. † (25 d'octubre de 1363 - 2 de gener de 1379 mort)
- Seguin d'Auton † (14 de gener de 1380 - 20 de juny de 1380 nomenat patriarca d'Antioquia)
- Aléaume Boistel † (20 de juny de 1380 - 1382 mort)
- Guy de Roye † (17 d'octubre de 1382 - 8 d'octubre de 1383 nomenat bisbe de Castres)
  - Seguin d'Auton † (8 d'octubre de 1383 - 25 de març de 1395 mort) (administrador apostòlic)
- Ameil du Breuil † (5 de novembre de 1395 - 1 de setembre de 1414 mort)
- Jacques Gélu † (7 de novembre de 1414 - 30 de juliol de 1427 nomenat arquebisbe d'Embrun)
- Philippe de Coëtquis † (30 de juliol de 1427 - 12 de juliol de 1441 mort)
- Jean Bernardi † (11 de desembre de 1441 - 28 d'abril de 1466 mort)
- Bastet de Crussol † (9 de juny de 1466 - 13 de maig de 1468 nomenat bisbe de Valence)
- Hélie de Bourdeilles, O.F.M.Conv. † (16 de maig de 1468 - 5 de juliol de 1484 mort)
- Robert de Lénoncourt † (29 de juliol de 1484 - 28 de març de 1509 nomenat arquebisbe de Reims)
- Carlo Domenico Del Carretto † (5 d'abril de 1509 - 3 de juliol de 1514 nomenat arquebisbe, a títol personal, de Cahors)
- Christophe de Brillac † (3 de juliol de 1514 - 31 de juliol de 1520 mort)
- Martin de Beaune † (24 d'agost de 1520 - 2 de juliol de 1527 mort)
- Antoine de Bar † (16 de març de 1528 - 12 de gener de 1547 mort)
- Georges d'Armagnac † (13 de gener de 1548 - 6 d'abril de 1551 renuncià)
- Étienne Poncher † (6 d'abril de 1551 - 15 de març de 1553 mort)
  - Alexandre Farnese el Jove † (28 d'abril de 1553 - 1554 renuncià) (administrador apostòlic)
- Simon de Maillé † (25 de juny de 1554 - 11 de gener de 1597 mort)
- François de la Guesle † (10 de febrer de 1597 - 30 d'octubre de 1614 mort)
- Sebastiano Dori Galagai † (19 de desembre de 1616 - 1617 renuncià)
- Bertrand d'Eschaud † (26 de juny de 1617 - 21 de maig de 1641 mort)
- Victor Bouthillier † (21 de maig de 1641 - 11 o 12 de setembre de 1670 mort)
- Charles de Rosmadec † (8 de febrer de 1672 - 12 de juliol de 1672 mort)
- Michel Amelot de Gournay † (11 de setembre de 1673 - 7 de febrer de 1687 mort)
  - Sede vacante (1687-1693)
- Mathieu Isoré d'Hervault † (22 de desembre de 1693 - 9 de juliol de 1716 mort)
  - Sede vacante (1716-1719)
- Armand Pierre de la Croix de Castries † (18 de setembre de 1719 - 23 de setembre de 1722 nomenat arquebisbe d'Albi)
- François Blouet de Camilly † (20 de gener de 1723 - 17 d'octubre de 1723 mort)
- Louis Jacques de Chapte de Rastignac † (27 de setembre de 1724 - 2 d'agost de 1750 mort)
- Henri-Marie-Bernardin de Ceilhes de Rosset de Rocozel de Fleury † (17 de maig de 1751 - 2 de març de 1775 renuncià)[26]
- Joachim François Mamert de Conzié † (29 de maig de 1775 - 8 de maig de 1795 mort)
  - Sede vacante (1795-1802)
- Jean-de-Dieu-Raymond de Boisgelin de Cucè † (16 d'abril de 1802 - 22 d'agost de 1804 mort)
- Louis Mathias de Barral † (1 de febrer de 1805 - 1 de setembre de 1815 renuncià)
- Jean-Baptiste du Chilleau † (1 d'octubre de 1817 - 24 de novembre de 1824 mort)
- Augustin Louis de Montblanc † (24 de novembre de 1824 - 28 de desembre de 1841 mort)
- François Nicolas Madeleine Morlot † (27 de gener de 1843 - 19 de març de 1857 nomenat arquebisbe de París)
- Joseph Hippolyte Guibert, O.M.I. † (19 de març de 1857 - 27 d'octubre de 1871 nomenat arquebisbe de París)
- Felix Pierre Fruchaud † (27 d'octubre de 1871 - 9 de novembre de 1874 mort)
- Charles Théodore Colet † (21 de desembre de 1874 - 30 de novembre de 1883 mort)
- Guillaume-René Meignan † (24 de març de 1884 - 20 de gener de 1896 mort)
- René François Renou † (25 de juny de 1896 - 2 d'agost de 1913 renuncià)
- Albert Negre † (5 d'agost de 1913 - 5 de febrer de 1931 mort)
- Louis-Joseph Gaillard † (25 de setembre de 1931 - 28 d'octubre de 1956 mort)
- Louis Ferrand † (28 d'octubre de 1956 - 9 de setembre de 1980 jubilat)
- Jean-Marcel Honoré † (13 d'agost de 1981 - 22 de juliol de 1997 jubilat)
- Michel Moutel, P.S.S. † (22 de juliol de 1997 - 11 de maig de 1998 mort)
- André Vingt-Trois (21 d'abril de 1999 - 11 de febrer de 2005 nomenat arquebisbe de París)
- Bernard-Nicolas Jean-Marie Aubertin, O.Cist., (23 de juny de 2005 - 4 de novembre de 2019 jubilat)
- Vincent Jordy, des del 4 de novembre de 2019

## Estadístiques
A finals del 2014, la diòcesi tenia 501.600 batejats sobre una població de 607.000 persones, equivalent al 82,6% del total.
| any  | població | població | població | sacerdots | sacerdots       | sacerdots       | sacerdots             | diaques | religiosos | religiosos | parròquies |
| ---- | -------- | -------- | -------- | --------- | --------------- | --------------- | --------------------- | ------- | ---------- | ---------- | ---------- |
| any  | batejats | total    | %        | total     | clergat secular | clergat regular | batejats por sacerdot | diaques | homes      | dones      |            |
| 1950 | 274.620  | 350.000  | 78,5     | 341       | 321             | 20              | 805                   |         | 40         | 1.004      | 295        |
| 1970 | ?        | 436.124  | ?        | 321       | 273             | 48              | ?                     |         | 71         | 1.054      | 296        |
| 1980 | 423.030  | 486.884  | 86,9     | 264       | 218             | 46              | 1.602                 | 1       | 67         | 805        | 300        |
| 1990 | 453.000  | 520.000  | 87,1     | 217       | 171             | 46              | 2.087                 | 9       | 62         | 720        | 300        |
| 1999 | 436.400  | 545.500  | 80,0     | 181       | 144             | 37              | 2.411                 | 15      | 45         | 523        | 82         |
| 2000 | 426.023  | 568.031  | 75,0     | 180       | 144             | 36              | 2.366                 | 15      | 43         | 501        | 81         |
| 2001 | 414.662  | 568.031  | 73,0     | 171       | 141             | 30              | 2.424                 | 15      | 38         | 485        | 77         |
| 2002 | 420.042  | 554.345  | 75,8     | 165       | 133             | 32              | 2.545                 | 14      | 41         | 489        | 77         |
| 2003 | 385.030  | 554.003  | 69,5     | 152       | 126             | 26              | 2.533                 | 16      | 35         | 449        | 77         |
| 2004 | 347.456  | 560.413  | 62,0     | 143       | 122             | 21              | 2.429                 | 16      | 29         | 429        | 76         |
| 2010 | 503.000  | 597.724  | 84,2     | 117       | 102             | 15              | 4.299                 | 21      | 20         | 387        | 44         |
| 2014 | 501.600  | 607.000  | 82,6     | 118       | 88              | 30              | 4.250                 | 27      | 33         | 331        | 41         |